# Word of Mouth (álbum de Mike and the Mechanics)
Word Of Mouth es el tercer álbum del grupo británico Mike and the Mechanics. Fue producido por Christopher Neil con el propio Mike Rutherford y publicado en 1991. Su concepción se solapó parcialmente con el trabajo en el álbum de Genesis We Can't Dance. Rutherford repartió su tiempo entre ambos álbumes. Esta circunstancia hizo que no hubiera gira de Mike + The Mechanics para este álbum.  
Aunque su resultado comercial no igualó el éxito del anterior álbum The Living Years, llegó al nº11 en Reino Unido, con el primer sencillo homónimo n.º 13 en Reino Unido y n.º 78 en EE. UU. Los siguientes singles, "A Time and a Place" and "Everybody Gets a Second Chance" fueron éxitos menores en Reino Unido, alcanzando n.º 58 y n.º 56 respectivamente. La canción "Get Up" apareció en la película Rookie of the Year, de 1993.

## Lista de canciones
1. "Get Up" - 4:24
2. "Word of Mouth" - 3:56
3. "A Time and Place" - 4:52
4. "Yesterday, Today, Tomorrow" - 4:40
5. "The Way You Look at Me" - 5:10
6. "Everybody Gets a Second Chance" - 4:00
7. "Stop Baby" - 3:55
8. "My Crime of Passion" - 4:56
9. "Let's Pretend It Didn't Happen" - 5:36
10. "Before (The Next Heartache Falls)" - 6:40

- Datos: Q8034350